# Zamask
 Zamask  (olaszul: Zumesco) falu Horvátországban, Isztria megyében. Közigazgatásilag Pazinhoz tartozik.

## Fekvése
Az Isztriai-félsziget közepén, Pazintól 12 km-re, közúton 19 km-re északnyugatra, a Butoniga-patak feletti dombon fekszik. Kedvező magaslati fekvésénél fogva az Isztria egész középső részét belátni innen.

## Története
A település már a történelem előtti időkben lakott volt, az illírek idején vár is állt ezen a magaslaton. Az ókorból nincs adat a létezéséről. Első írásos említése 1177-ben történt, amikor a porecsi püspökség birtokainak része lett. A 15. században a pazini grófok uralma alatt állt, az 1498-as pazini urbárium "Samaskh" alakban említi. Zamask területe gyakran volt határvita tárgya a pazini uradalom és az innen 7 km-re nyugatra fekvő Motovun lakói között, akiknek szintén voltak itt birtokaik. Az 1523-as wormsi béke Zamask közepén húzta meg a határt az osztrák és a velencei területek között úgy, hogy a határ a plébániatemplomot is két részre osztotta. Attól fogva a velencei részt Zumesconak, az osztrák részt Zamasconak nevezték. A település a szakadatlan határviták tárgya lett, melyek egészen a Velencei Köztársaság megszűnéséig, sőt még a 19. század közepéig a jobbágyság megszüntetéséig is eltartottak. 
A településnek 1880-ban 539, 1910-ben 624 lakosa volt. Lakói hagyományosan mezőgazdasággal, ezen belül szőlő- és gyümölcs- és zöldségtermesztéssel foglalkoztak. 2011-ben 58 lakosa volt.

## Lakosság
| Lakosság változása | Lakosság változása | Lakosság változása | Lakosság változása | Lakosság változása | Lakosság változása | Lakosság változása | Lakosság változása | Lakosság változása | Lakosság változása | Lakosság változása | Lakosság változása | Lakosság változása | Lakosság változása | Lakosság változása | Lakosság változása |
| ------------------ | ------------------ | ------------------ | ------------------ | ------------------ | ------------------ | ------------------ | ------------------ | ------------------ | ------------------ | ------------------ | ------------------ | ------------------ | ------------------ | ------------------ | ------------------ |
| 1857               | 1869               | 1880               | 1890               | 1900               | 1910               | 1921               | 1931               | 1948               | 1953               | 1961               | 1971               | 1981               | 1991               | 2001               | 2011               |
| 0                  | 0                  | 539                | 521                | 548                | 624                | 0                  | 0                  | 539                | 521                | 452                | 398                | 393                | 391                | 408                | 58                 |

## Nevezetességei
- Mihály arkangyal tiszteletére szentelt plébániatemploma 1900-ban épült az 1178-ból származó gótikus kápolna helyén, melyből mára csak egy 1576-os glagolita feliratos kőből faragott szentségtartó maradt meg a templom északi falába beépítve. Harangtornya 16 méter magas és 1821-ben épült.
- Szent Márton tiszteletére szentelt barokk temploma a 12. században épült román stílusban. 1994-ben alapjaiban megújították. 1903-ig ez volt a falu plébániatemploma.
- Mária Magdolna tiszteletére szentel temploma Zamasktól nyugatra Kaldir felé található. A 14. században épült román-gótikus stílusban. Diadalívén és apszisában 1400 körül készített falfestmények maradtak fenn Maiestas Domini és az apostolok ábrázolásával, valamint az 1416-os és 1436-os bevésett  dátumokkal.